# В'єнна (Міссурі)
В'єнна (англ. Vienna) — місто (англ. city) в США, в окрузі Меріс штату Міссурі. Населення — 581 особа (2020).

## Географія
В'єнна розташована за координатами 38°11′16″ пн. ш. 91°57′2″ зх. д. / 38.18778° пн. ш. 91.95056° зх. д. (38.187826, -91.950601).  За даними Бюро перепису населення США в 2010 році місто мало площу 2,76 км², з яких 2,75 км² — суходіл та 0,00 км² — водойми.

## Демографія
Згідно з переписом 2010 року, у місті мешкало 610 осіб у 264 домогосподарствах у складі 134 родин. Густота населення становила 221 особа/км².  Було 341 помешкання (124/км²).
Расовий склад населення:
| - 98,4 % — білих - 0,7 % — корінних американців - 0,2 % — чорних або афроамериканців |

До двох чи більше рас належало 0,8 %. Частка іспаномовних становила 0,5 % від усіх жителів.
За віковим діапазоном населення розподілялося таким чином: 20,8 % — особи молодші 18 років, 50,3 % — особи у віці 18—64 років, 28,9 % — особи у віці 65 років та старші. Медіана віку мешканця становила 47,3 року. На 100 осіб жіночої статі у місті припадало 90,6 чоловіків;  на 100 жінок у віці від 18 років та старших — 87,2 чоловіків також старших 18 років.
Середній дохід на одне домашнє господарство  становив 50 765 доларів США (медіана — 38 482), а середній дохід на одну сім'ю — 67 688 доларів (медіана — 46 641). За межею бідності перебувало 6,7 % осіб, у тому числі 3,5 % дітей у віці до 18 років та 5,7 % осіб у віці 65 років та старших.
Цивільне працевлаштоване населення становило 242 особи. Основні галузі зайнятості: освіта, охорона здоров'я та соціальна допомога — 28,9 %, роздрібна торгівля — 15,7 %, будівництво — 12,0 %, транспорт — 11,6 %.